# Рас-эль-Айн (район)
Рас-эль-Айн (араб. رأس العين‎) — район (минтака) в составе мухафазы Эль-Хасака, Сирия. Административным центром является город Рас-эль-Айн.

## География
Находится на северо-западее мухафазы Эль-Хасака. На востоке граничит с районом Эль-Камышлы, на юге с районом Эль-Хасака, на западе с мухафазой Эр-Ракка, а на севере с Турцией.

## Административное деление
Район разделён на 2 нахии.
| Нахия        | Административный центр | Население (2004 г.), чел. | Карта |
| ------------ | ---------------------- | ------------------------- | ----- |
| Рас-эль-Айн  | Рас-эль-Айн            | 121 536                   |       |
| Эль-Дарбасия | Эль-Дарбасия           | 55 614                    |       |